# Афанасьєв Георгій Дмитрович
Афанасьєв Георгій Дмитрович (нар. 4(17).3.1906, Новоросійськ — 30 травня 1975), Москва), російський геолог і петрограф. Член-кореспондент АН СРСР (1953).

## Біографія
В 1930 р. закінчив Ленінградський університет.
З 1937 по 1956 працював у Інституті геологічних наук АН СРСР.
З 1956 р. — в Інституті геології рудних родовищ, петрографії, мінералогії та геохімії АН СРСР.

## Науковий доробок
Основні праці Г. Д. Афанасьєва присвячені петрології і генезису осадових та магматичних порід, петрографії і геохімії давніх формацій, абсолютному віку геологічних формацій, проблемі природи нижньої частини земної кори і верхної мантії.

## Нагороди
Орден Леніна, 3 інші ордена, медалі.